# Olga Arturowna Klein
Olga Arturowna Klein (russisch Ольга Артуровна Клейн, Ehename Тер-Ованесян Ter-Owanessjan; * 14. Mai 1949) ist eine ehemalige sowjetische Leichtathletin, die sich auf den Sprint spezialisiert hat.

## Sportliche Laufbahn
Erste internationale Erfahrungen sammelte Olga Klein vermutlich im Jahr 1969, als sie bei den Europameisterschaften in Athen mit 56,3 s im Halbfinale im 400-Meter-Lauf ausschied und mit der sowjetischen 4-mal-400-Meter-Staffel in 3:33,7 min den vierten Platz belegte. Im Jahr darauf gewann sie bei den Leichtathletik-Halleneuropameisterschaften 1970 in Wien mit der 2000 m Staffel (1 + 2 + 3 + 4 Runden) gemeinsam mit Ljudmila Golomasowa, Nadeschda Iljina und Swetlana Styrkina die Bronzemedaille hinter den Teams aus Frankreich und der Bundesrepublik Deutschland.
1969 wurde Klein sowjetische Meisterin im 400-Meter-Lauf sowie 1969 und 1971 in der 4-mal-400-Meter-Staffel. Ihr Ehemann ist der Weitspringer Igor Ter-Owanessjan.